# UNAM Ogongo (Fußball)
Der UNAM Ogongo FC (offiziell University of Namibia Ogongo  Football Club) ist, neben dem Erstligisten UNAM FC, der zweite Fußballverein der Universität von Namibia in Namibia. Er hat seinen Sitz in Ogongo im Norden des Landes.

## Geschichte
Der Verein wurde 2007 von Imms Kalimba auf dem Ogongo-Campus der Universität gegründet. Zwei Jahre später trat der Verein der drittklassigen, regionalen Namibia Second Division in der Region Omusati bei. Als Sieger der Saison 2009/10 verpasste UNAM Ogongo jedoch den Aufstieg in den Play-offs zur Namibia First Division. In der Saison 2010/11 gelang schlussendlich der Aufstieg in die zweite Liga.
In den Jahren 2009, 2010 und 2011 nahm UNAM Ogongo am nationalen Pokalwettbewerb teil und erreichte 2010 das Achtelfinale. In der Saison 2022/23 stieg der Verein, als Letzter der Nordwest-Liga, wieder in die drittklassige Namibia Second Division ab.